# ギヨーム・フィシェ

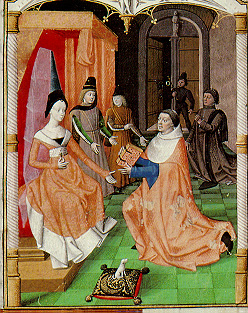
フィシェとヨランド・ド・ヴァロワ

ギヨーム・フィシェ（Guillaume Fichet、フランス語: [fiʃɛ] 、1433年9月21日 - 1480年頃）は、フランスの学者であり、ヨハン・ハインリン（Johann Heynlin）と協力して1470年、パリにてフランス最初の印刷機を設けたことで知られる。

## 生涯
フィシェは1433年サヴォイア公国領のル・プティ・ボルナン＝レ＝グリエール（Le Petit-Bornand-les-Glières）で生まれた。 1467年にパリ大学（当時はソルボンヌ（Sorbonne）大学といった）の学長に選出され、そこでフィシェはハインリンとフランスで初めての印刷機（グーテンベルクが1439年頃に活版印刷システムを開発して以降ヨーロッパでは15世紀末にかけて急速に普及していた）を設置した。
印刷機を用いた書物の出版に当たりフィシェたちはスイスからマイケル・フリバーガー（Michael Friburger）、ウルリッヒ・ゲーリング（Ulrich Gering）、マーティン・クランツ（Martin Crantz）からなる3人のタイポグラファーを招聘した。印刷された最初の本は、 Gasparinus Pergamensis （1470、en）のEpistolae （「手紙」）であった。翌年には続けて自著であるRhetorica（1471、英語のRhetoricに相当する語）などを印刷機で出版した。
フィシェはさらにヨハンネス・ベッサリオン枢機卿によりなされたスピーチを発表するうちにその名声を得たといわれている。ベッサリオンが1471年2月に行った「トルコ人に対する演説」は、この呼び名で呼ばれるようになったとき、ヨーロッパで最初に使用された大規模なプロパガンダ（オスマン帝国による侵攻へのアンチテーゼとしてか）の1つであったことが知られている。 